# Budweiser Budvar
Budweiser Budvar – marka czeskiego piwa z browaru Budějovický Budvar, n. p. w Czeskich Budziejowicach, w którym tradycja warzenia piwa sięga 1265 r. Najbardziej popularna odmiana, tzw. světlý ležák (lager) to jasne piwo dolnej fermentacji produkowane z morawskiego słodu i żateckiego chmielu.
Obok Pilsnera Urquella jest najbardziej znanym i cenionym czeskim piwem na świecie.
Obecnie Browar Budziejowicki Budvar pod nazwą Budweiser Budvar produkuje osiem rodzajów piwa:
- Budějovický Budvar světlé výčepní pivo – jasne lekkie piwo o zawartości alkoholu 4% i ekstraktu 10%,
- Budějovický Budvar Cvikl – niefiltrowana jasna 10°
- Budvar Redix – 10° EPM, 4,0% alkoholu, słody: czeski jasny, Red X, chmiel: Polaris (4x chmielone)
- Budvar 33 – lager o zawartości alkoholu 4,6%, ekstraktu 11,3% i IBU 33,
- Budweiser Budvar světlý ležák – lager o zawartości alkoholu 5% i ekstraktu 11,99%,
- Budweiser Budvar kroužkovaný ležák – piwo drożdżowe o zawartości alkoholu 5%, lager z dodatkiem nowej żywej kultury drożdży,
- Budweiser Budvar tmavý ležák – ciemny lager o zawartości alkoholu 4,7%,
- Bud Super Strong Speciální pivo – mocne piwo dojrzewające przez 200 dni o zawartości 7,6% alkoholu.
- Budweiser Budvar nealkoholické pivo – piwo bezalkoholowe o zawartości alkoholu nie przekraczającej 0,5% objętości.

## Spór o nazwę

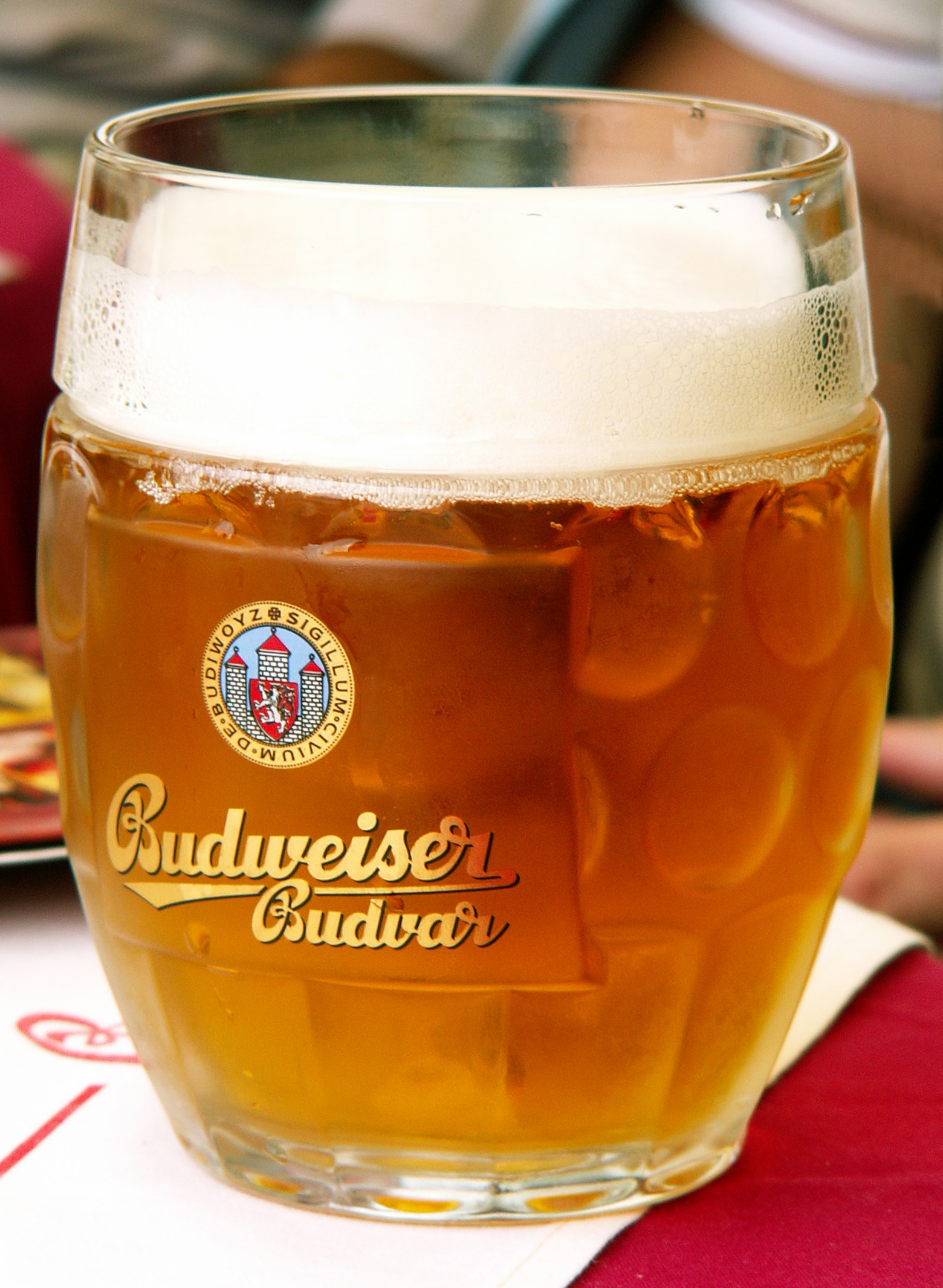
Kufel Budwaru

Co do nazwy Budweiser oraz zakresu korzystania z niej istnieją spory prawne pomiędzy czeskim browarem a amerykańskim Anheuser-Busch. W 2010 r. Trybunał Europejski w Strasburgu potwierdził prawo czeskiego browaru do nazwy Budweiser na terenie Unii Europejskiej, jednak Amerykanie mogą zarejestrować swą nazwę w poszczególnych krajach unijnych (w 19 z nich zrobili to Czesi).
W krajach gdzie prawa do nazwy Budweiser ma Anheuser Busch, czeskie piwo nosi nazwę Budějovický Budvar lub Czechvar.
W 2011 r. Amerykanie kupili lokalnego rywala – Browar Mieszczański. Chcą dzięki temu zyskać prawo do używania nazwy Budweiser, jako nazwy własnej dla piwa, produkowanego tylko w tym mieście.